# Union vélocipédique de l'Aube-Club Champagne Charlott'
 (janvier 2022).
La mise en forme du texte ne suit pas les recommandations de Wikipédia : il faut le « wikifier ».
Les points d'amélioration suivants sont les cas les plus fréquents. Le détail des points à revoir est peut-être précisé sur la page de discussion.
- Les titres sont pré-formatés par le logiciel. Ils ne sont ni en capitales, ni en gras.
- Le texte ne doit pas être écrit en capitales (les noms de famille non plus), ni en gras, ni en italique, ni en « petit »…
- Le gras n'est utilisé que pour surligner le titre de l'article dans l'introduction, une seule fois.
- L'italique est rarement utilisé : mots en langue étrangère, titres d'œuvres, noms de bateaux, etc.
- Les citations ne sont pas en italique mais en corps de texte normal. Elles sont entourées par des guillemets français : « et ».
- Les listes à puces sont à éviter, des paragraphes rédigés étant largement préférés. Les tableaux sont à réserver à la présentation de données structurées (résultats, etc.).
- Les appels de note de bas de page (petits chiffres en exposant, introduits par l'outil «  Source ») sont à placer entre la fin de phrase et le point final[comme ça].
- Les liens internes (vers d'autres articles de Wikipédia) sont à choisir avec parcimonie. Créez des liens vers des articles approfondissant le sujet. Les termes génériques sans rapport avec le sujet sont à éviter, ainsi que les répétitions de liens vers un même terme.
- Les liens externes sont à placer uniquement dans une section « Liens externes », à la fin de l'article. Ces liens sont à choisir avec parcimonie suivant les règles définies. Si un lien sert de source à l'article, son insertion dans le texte est à faire par les notes de bas de page.
- La présentation des références doit suivre les conventions bibliographiques. Il est recommandé d'utiliser les modèles {{Ouvrage}}, {{Chapitre}}, {{Article}}, {{Lien web}} et/ou {{Bibliographie}}. Le mode d'édition visuel peut mettre en forme automatiquement les références.
- Insérer une infobox (cadre d'informations à droite) n'est pas obligatoire pour parachever la mise en page.

Pour une aide détaillée, merci de consulter Aide:Wikification.
Si vous pensez que ces points ont été résolus, vous pouvez retirer ce bandeau et améliorer la mise en forme d'un autre article.
L'Union vélocipédique de l'Aube-Club Champagne Charlott' (UV Aube-Club Champagne Charlott') est une équipe cycliste française évoluant en Nationale 3.

## Effectif 2021 N3
| Nom                      | Catégorie      | Nationalité |
| ------------------------ | -------------- | ----------- |
| AMBERT Nicolas           | Espoir 1       | France      |
| BLONDEL HERMANT Emile    | 2ème Catégorie | France      |
| Émilien Clère            | 1ère Catégorie | France      |
| DELOISON Lucas           | 2ème Catégorie | France      |
| DUCROS Joris             | 1ère Catégorie | France      |
| HOPIN Dimitri            | 1ère Catégorie | France      |
| Pierre Henry LECUISINIER | 2ème Catégorie | France      |
| MARCILLY Robin           | Espoir 1       | France      |
| PROTIN Célian            | Espoir 1       | France      |
| RICHARDOT Eugène         | 1ère Catégorie | France      |
| THEVENEZ Geoffrey        | 1ère Catégorie | France      |
| VIESSIERE Théo           | Espoir 1       | France      |
| ZEHNICH Dorian           | 1ère Catégorie | France      |

## Effectif 2017 DN3
| Nom                 | Age    | Nationalité |
| ------------------- | ------ | ----------- |
| Stéphane Arassus    | 38 ans | France      |
| Kévin Couture       | 24 ans | France      |
| David De Las Cuevas | 27 ans | France      |
| Joris Ducrocq       | 26 ans | France      |
| Dylan Guinet        | 19 ans | France      |
| Florian Heymans     | 19 ans | France      |
| Olivier Lefrançois  | 30 ans | France      |
| Julien Masson       | 24 ans | France      |
| Nicolas Toulouse    | 19 ans | France      |
| Mathieu Urbain      | 22 ans | France      |

## Effectif 2013 DN2
| Nom                   | Date de naissance | Nationalité |
| --------------------- | ----------------- | ----------- |
| Romain Barroso        | 18.01.1993        | France      |
| Pierre-Damien Clément | 29.10.1985        | France      |
| Émilien Clère         | 04.06.1982        | France      |
| Geoffrey Corniau      | 17.02.1986        | France      |
| Guillaume Gaboriaud   | 22.12.1992        | France      |
| Christopher Gamez     | 28.06.1987        | France      |
| Victor Gousset        | 08.10.1990        | France      |
| Romain Lejeune        | 14.03.1987        | France      |
| Julien Rabaud         | 24.06.1986        | France      |
| Frédéric Ramon        | 30.06.1993        | France      |
| Mathieu Simon         | 01.09.1987        | France      |

## Effectif 2012
| Nom                   | Date de naissance | Nationalité |
| --------------------- | ----------------- | ----------- |
| Romain Barroso        | 18.01.1993        | France      |
| Anthony Bigard        | 11.11.1991        | France      |
| Thibaut Boulanger     | 15.04.1993        | France      |
| Pierre-Damien Clément | 29.10.1985        | France      |
| Émilien Clère         | 04.06.1982        | France      |
| Geoffrey Corniau      | 17.02.1986        | France      |
| Laurent Cornu         | 05.08.1969        | France      |
| Aurélien Duval        | 29.06.1988        | France      |
| Guillaume Gaboriaud   | 22.12.1992        | France      |
| Victor Gousset        | 08.10.1990        | France      |
| Baptiste Larcher      | 12.04.1990        | France      |
| Romain Lejeune        | 14.03.1987        | France      |
| Cédric Magniette      | 01.04.1980        | France      |
| David Messant         | 26.12.1973        | France      |
| Florian Morizot       | 10.05.1985        | France      |
| Thomas Nosari         | 30.09.1981        | France      |
| Olivier Parcellier    | 16.03.1992        | France      |
| Julien Rabaud         | 24.06.1986        | France      |
| David Rondeau         | 31.03.1981        | France      |
| Thibaut Villa         | 30.08.1988        | France      |
| Gregor Weiss          | 28.01.1989        | France      |

## Professionnels ayant été licenciés à l'UV Aube
| - Yauheni Hutarovich - Benoît Daeninck - Anthony Roux - Jonathan Tiernan-Locke - Cédric Pineau - Alexandre Usov - Noan Lelarge - Florian Morizot - Romain Villa - Benjamin Levécot - Mark O'Brien |